# Ed Siudut
Edward F. "Ed" Siudut (Everett, Massachusetts, 1947 - Pittsfield, Nuevo Hampshire, 15 de mayo de 2012) fue un jugador de baloncesto estadounidense que disputó una temporada en la liga italiana. Con 2,00 metros de estatura, jugaba en la posición de alero.

## Trayectoria deportiva

### Universidad
Jugó tres temporadas con los Crusaders del College of the Holy Cross, en las que promedió 22,4 puntos y 12,3 rebotes por partido. Acabó como tercer mejor anotador histórico de su universidad, y fue elegido en 1969 Crusaider del Año, galardón otorgado al mejor alumno de la universidad contamplando sus méritos tanto académicos como deportivos.

### Profesional
Fue elegido en la vigésimo segunda posición del Draft de la NBA de 1969 por San Francisco Warriors, pero no llegó a fichar por el equipo, marchándose a la liga italiana, donde jugó una temporada en el Pallacanestro Cantù, en la que fue el máximo anotador del equipo, promediando 20,5 puntos por partido, y el segundo mejor reboteador, con 10,4 rechaces.